# Subaru FB
Subaru FB — автомобильный бензиновый двигатель внутреннего сгорания японской компании Subaru, анонсированный 23 сентября 2010 года. Относится к третьему поколению оппозитных двигателей Subaru (первое — EA, 1966—1994; второе — EJ, 1989—2021). Увеличивая диаметр цилиндра и ход поршня, компания Subaru стремилась снизить выбросы и улучшить экономию топлива, одновременно увеличивая крутящий момент по сравнению с серией EJ.
Позже на основе двигателя FB был создан двигатель FA, однако двигатели FB и FA имеют лишь несколько общих деталей. В 2020 году компания Subaru представила двигатель CB18 с повышенной эффективностью, который пришёл на смену двигателю FB в нескольких областях применения.

## Описание
Аббревиатура «FB», по словам Subaru, неофициально расшифровывается как «FHI/Future and Brand New/Boxer». Двигатель FB был анонсирован в сентябре 2010 года в качестве третьего поколения оппозитных двигателей. Рабочий объём варьируется от 1,6 до 2,5 л. Двигатели имеют совершенно новые блок цилиндров и головку блока цилиндров, газораспределительный механизм OHC, систему изменения фаз газораспределения AVCS (Active Valve Control System) и цепь ГРМ (вместо ремня ГРМ). Считается, что переход на цепной привод газораспределительного механизма позволяет размещать клапаны друг к другу и уменьшать диаметр цилиндра с 99,5 до 94 мм. Это приводит к уменьшению количества несгоревшего топлива при холодном запуске и снижению выбросов. Компания Subaru способна поддерживать внешние габариты двигателя практически неизменными за счёт использования асимметричных шатунов, как в двигателе EZ36. В отличие от двигателя EJ с эквивалентным рабочим объёмом, масса двигателя FB значительно увеличена. В январе 2011 года в журнале Car and Driver сообщили, что в скором времени будет добавлен прямой впрыск.
Заявленное снижение трения — 28% за счёт облегчённых поршней и шатунов. Компактному масляному насосу также приписывают вклад в снижение трения. Экономия топлива увеличена на 10%, а диапазон крутящего момента расширен.
Степень сжатия немного повышена, а ход поршня увеличен по сравнению с двигателем EJ. Эти изменения повышают эффективность сгорания и позволяют увеличить крутящий момент на более низких скоростях. Двигатель FB производится на заводе Gunma Oizumi. Первым двигателем серии FB стал FB25 рабочим объёмом 2,5 л, который был представлен на Forester, за ним последовал 2,0-литровый двигатель FB20, который был представлен на Impreza. Рекомендованное масло — 0W–20 объёмом 1 литр.

## FB16
Технические характеристики:
- Объём: 1,6 л (1600 см3)
- Клапанный механизм: DOHC
- Диаметр цилиндра x ход поршня: 78,8 мм × 82 мм

### FB16
- Степень сжатия: 11,0:1
- 2012+ EUDM Subaru Impreza XV 1.6i

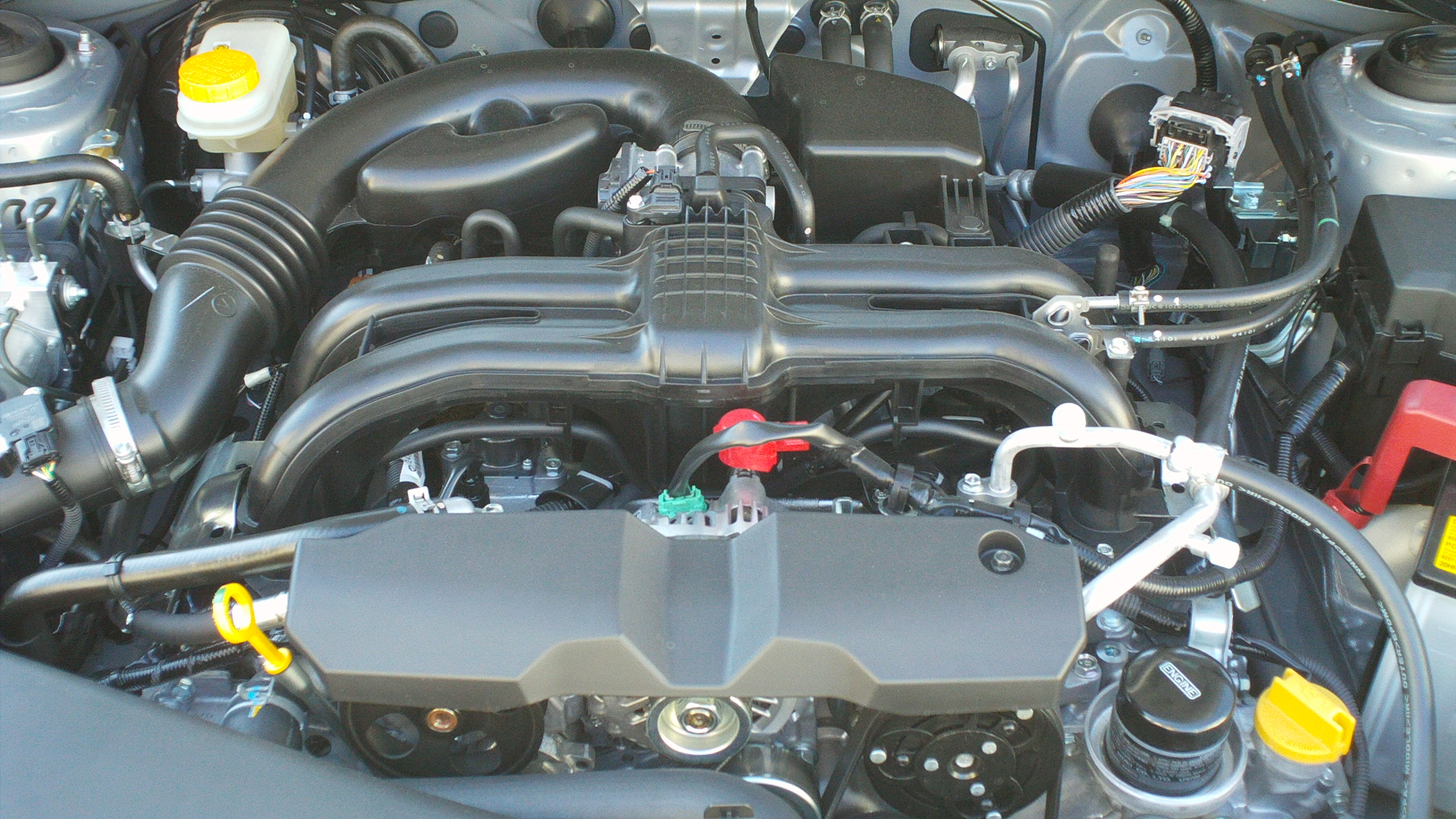
Subaru FB16

  - Мощность: 84 кВт (113 л. с.) при 5600 об/мин
  - Крутящий момент: 150 Н⋅м при 4000 об/мин
- 2017+ EUDM Subaru Impreza и 2018+ Subaru XV
  - Мощность: 84 кВт (113 л. с.) при 6200 об/мин
  - Крутящий момент: 150 Н⋅м при 3600 об/мин
- 2017+ JDM Subaru Impreza и 2018+ Subaru XV
  - Мощность: 85 кВт (113 л. с.) при 6200 об/мин
  - Крутящий момент: 148 Н⋅м при 3600 об/мин

### FB16 DIT

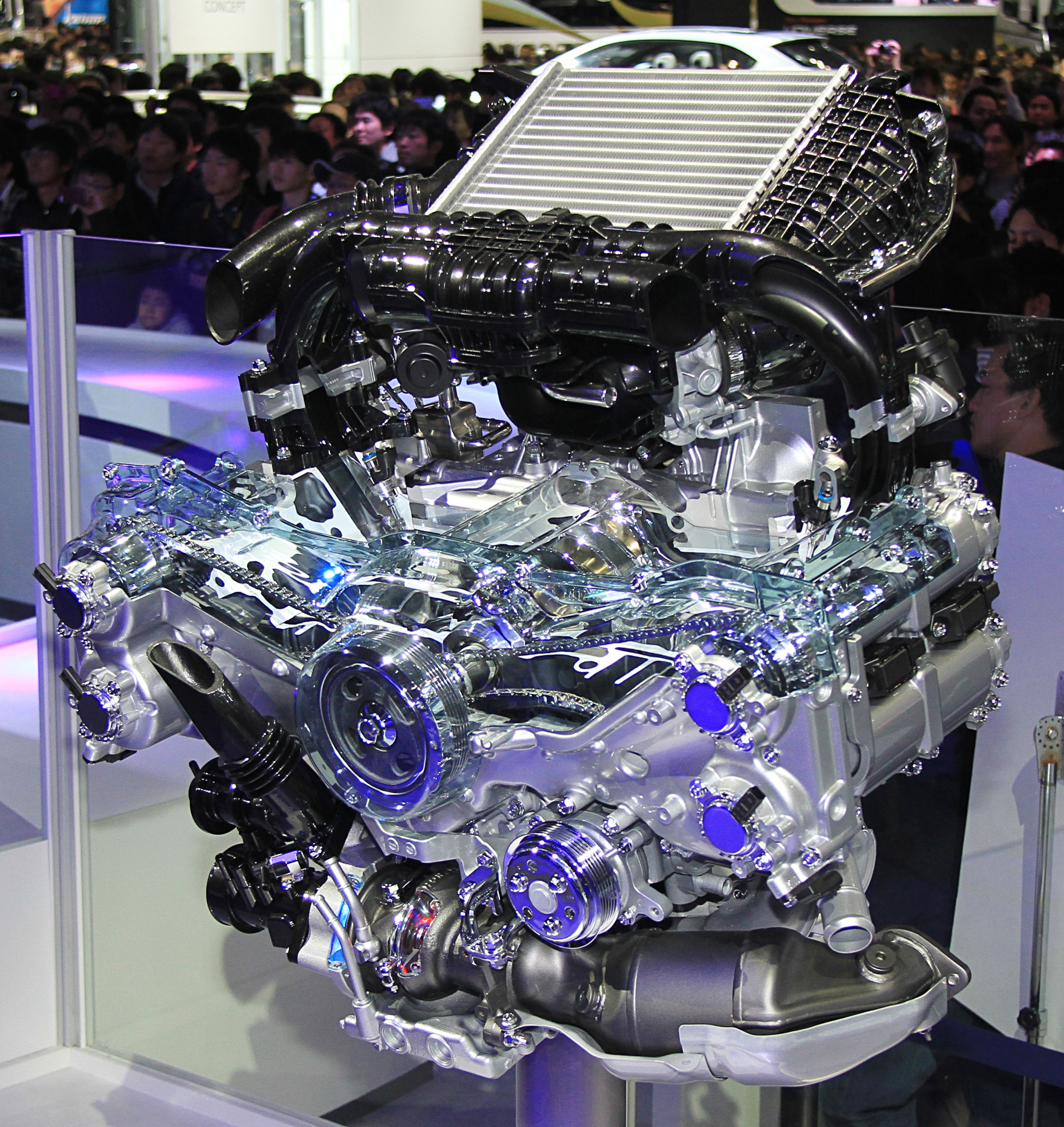
Subaru FB16 DIT

Двигатель FB16 с непосредственным впрыском и турбонаддувом (DIT) является первым двигателем серии FB с турбонаддувом и включает в себя непосредственный впрыск с системой «старт-стоп». В 2014—2020 модельном годах двигатель применялся в Subaru Levorg. Опционально Levorg оснащается 2,0-литровым двигателем FA20F с прямым впрыском топлива. По словам дизайнера Рей Сасаки, целью разработки двигателя FB16 DIT было сравняться или превзойти производительность атмосферного двигателя FB25, установленного на Legacy и работающее на обычном бензине. Несмотря на то, что двигатель FB16 DIT имеет общий рабочий объём с атмосферным двигателем FB16, единственной частью, которую имеют два двигателя, является коленчатый вал. Экономия топлива двигателя FB16 DIT, установленного на Levorg, составила 16,0 км/л по циклу JC08.
- Степень сжатия: 11,0:1
- Применение: 2014—2020 Subaru Levorg
  - Мощность: 125 кВт (168 л. с.) при 4800—5600 об/мин
  - Крутящий момент: 250 Н⋅м при 1800—4800 об/мин

## FB20
Диаметр цилиндра и ход поршня двигателя EJ20, являющегося предшественником двигателя FB20, составляют 92 мм × 75 мм, в то время как диаметр цилиндра и ход поршня двигателя FB20 увеличены до 84 мм × 90 мм.
Технические характеристики:
- Объём: 2,0 л (1995 см3)
- Клапанный механизм: DOHC
- Диаметр цилиндра x ход поршня: 84 мм × 90 мм

### FB20B
- Степень сжатия: 10,5:1
- 2011+ JDM Subaru Forester:

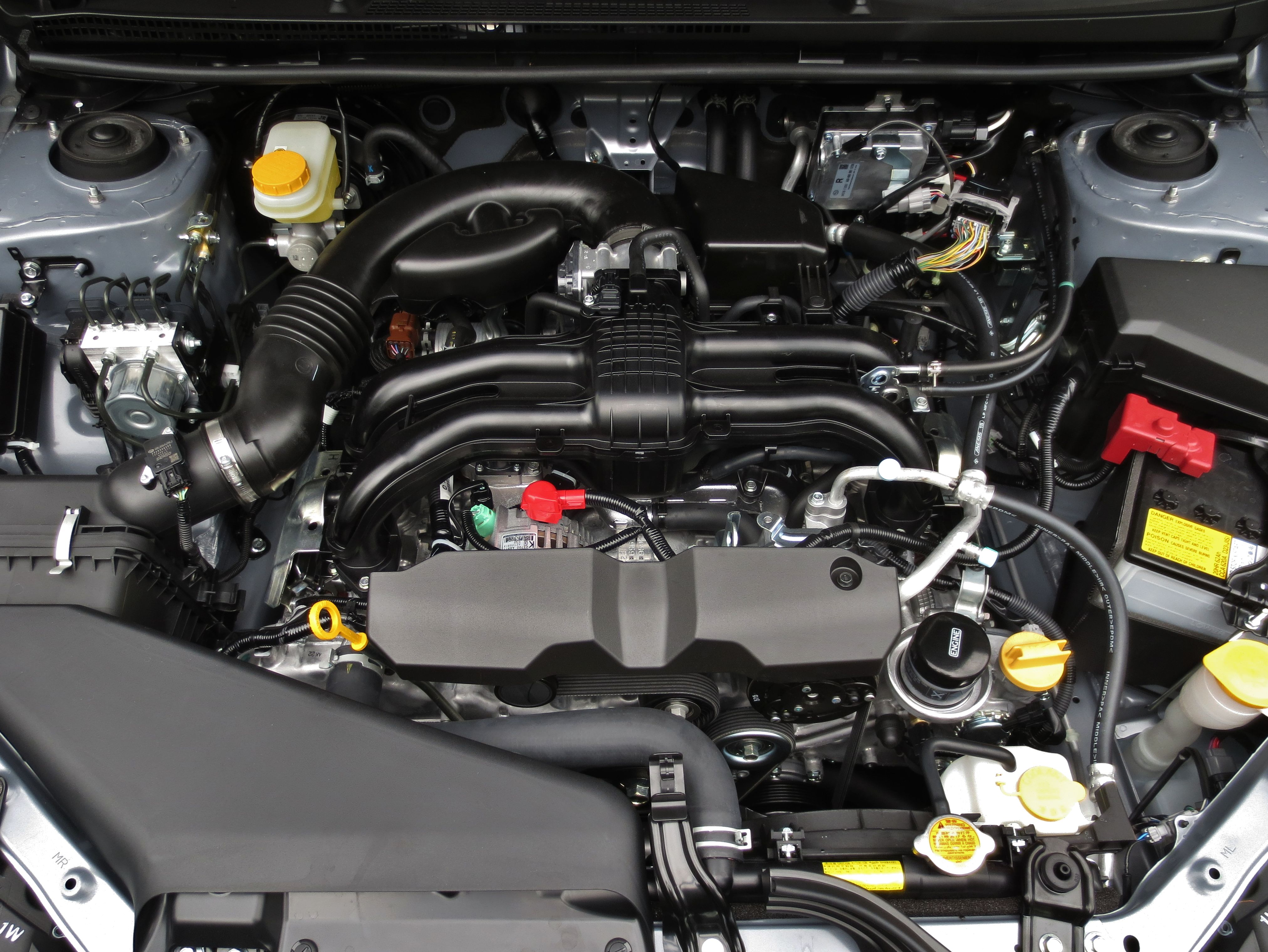
Subaru FB20B

  - Мощность: 109 кВт (146 л. с.) при 6000 об/мин
  - Крутящий момент: 196 Н⋅м при 4200 об/мин
- 2012—2016 USDM Subaru Impreza и 2012—2017 Subaru XV:
  - Мощность: 110 кВт (148 л. с.) при 6200 об/мин
  - Крутящий момент: 196 Н⋅м при 4200 об/мин

### FB20X

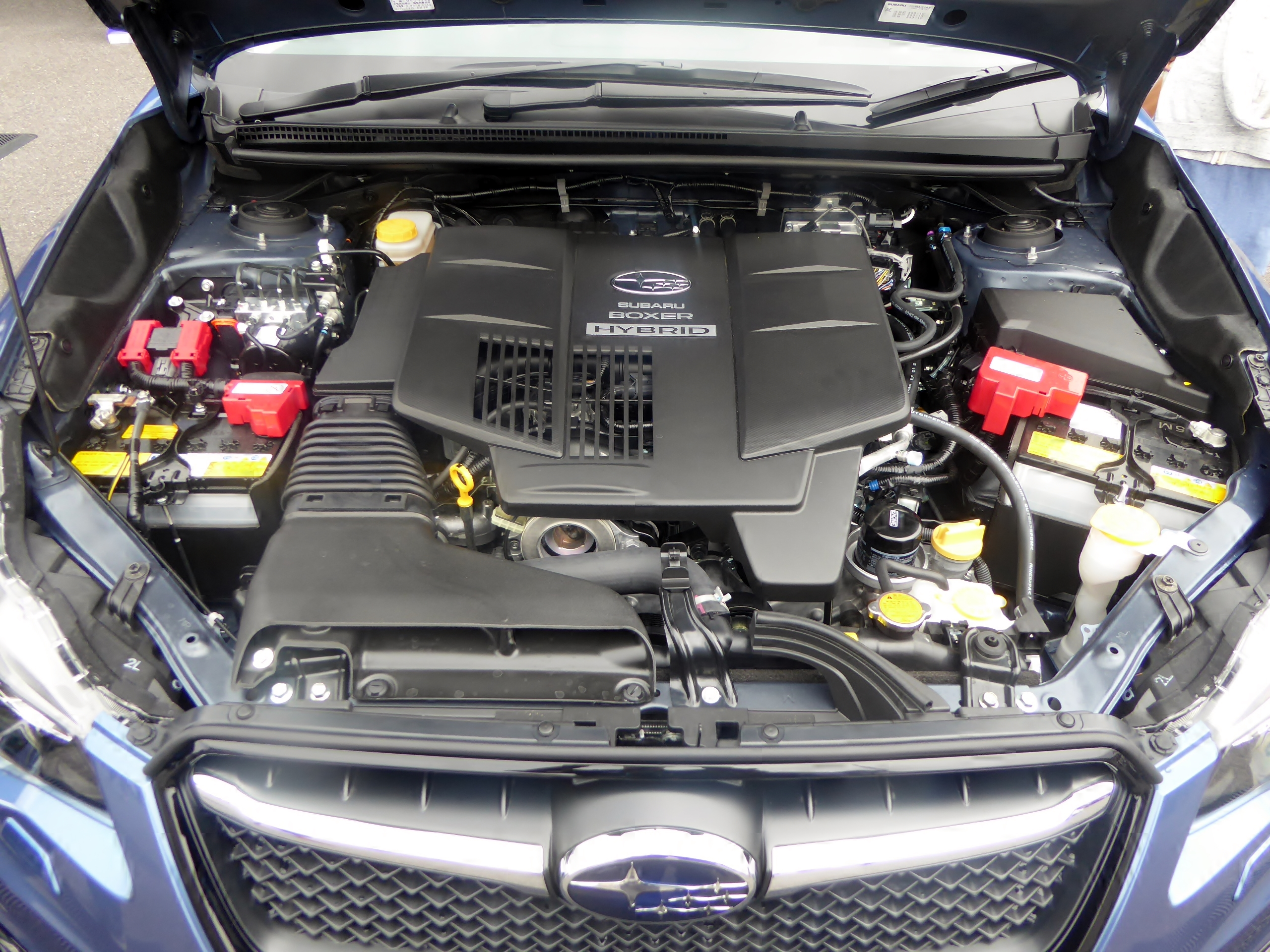
Subaru FB20X

FB20X — версия FB20B с гибридной силовой установкой и уменьшенным внутренним трением. Коробка передач — бесступенчатая (Lineartronic). Высоковольтный тяговый аккумулятор установлен ниже грузового отсека для лучшей балансировки массы. Суммарная мощность — 119 кВт (160 л. с.). Мощность сопоставима с негибридным двигателем FB20B.
- Степень сжатия: 10,8:1
- Применение: 2014—2016 Subaru XV Hybrid[9]
- Суммарная мощность: 119 кВт (160 л. с.) при 6000 об/мин[7]
- Суммарный крутящий момент: 221 Н·м при 2000 об/мин
- Мощность бензинового двигателя: 110 кВт (148 л. с.)[10]
- Крутящий момент бензинового двигателя: 197 Н⋅м
- Мощность электродвигателя: 10 кВт (13,4 л. с.)[6]
- Крутящий момент электродвигателя: 65 Н⋅м

### FB20D

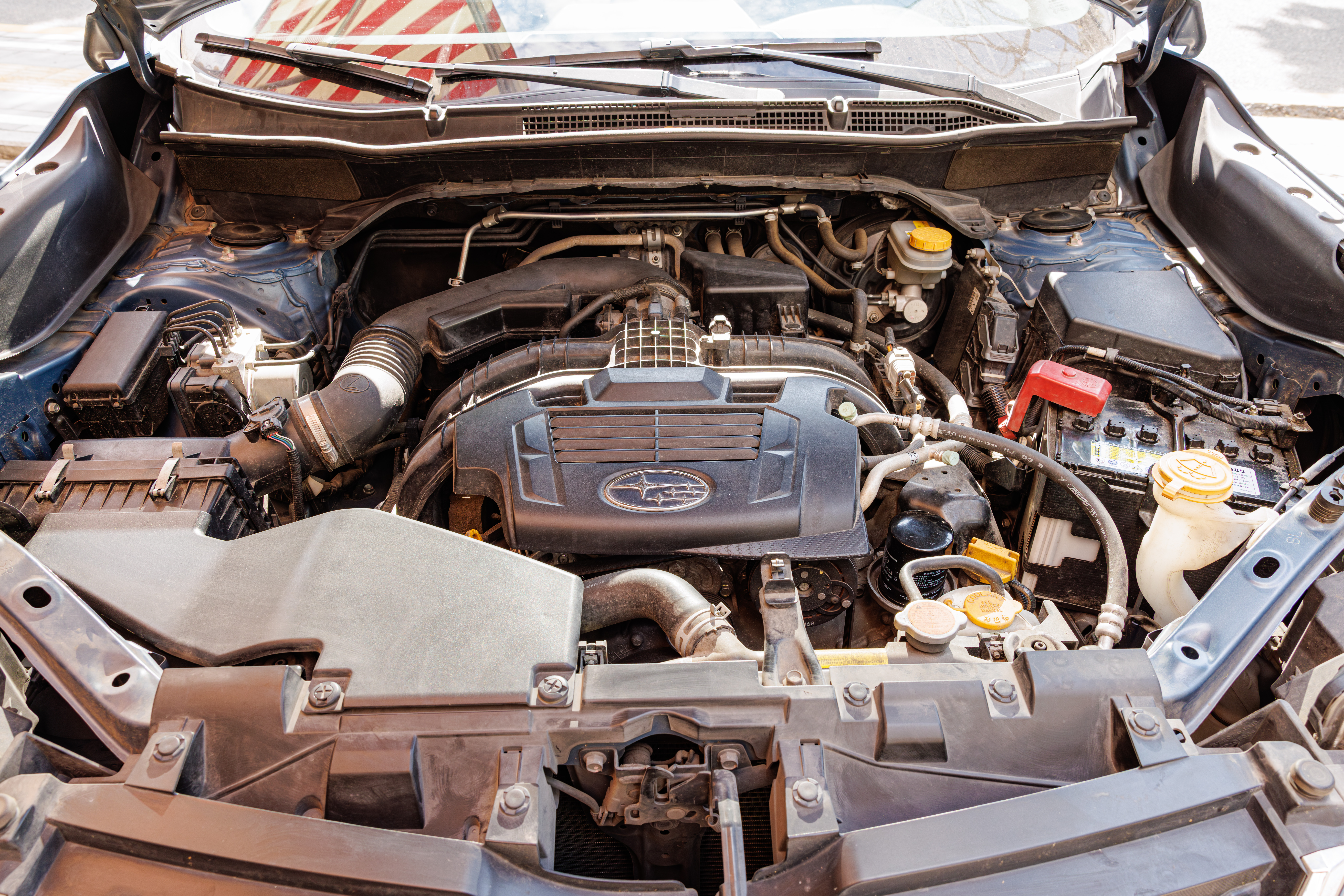
Subaru FB20D

Двигатель FB20D применяется в седане и хэтчбеке Impreza пятого поколения. В отличие от FB20B, FB20D имеет непосредственный впрыск топлива, обеспечивающий небольшое увеличение мощности и эффективности.
- Степень сжатия: 12,5:1
- 2017+ Subaru Impreza (все комплектации) и 2018+ Subaru XV/Crosstrek (только комплектации Base и Premium)
  - Мощность (JDM, USDM): 113 кВт (152 л. с.) при 6000 об/мин
  - Мощность (EUDM, AUDM, THDM): 115 кВт (154 л. с.) при 6000 об/мин
  - Крутящий момент: 196 Н⋅м при 4000 об/мин

### FB20V
С 2019 года Crosstrek поставляется с подключаемой гибридной системой от Toyota. Система состоит из двух мотор-генераторных установок и тягового электродвигателя (MG2). В отличие от XV Crosstrek Hybrid, ёмкость аккумулятора значительно увеличена. Транспортное средство способно передвигаться только на электричестве на ограниченное расстояние. MG2 используется и в параллельном гибридном режиме. MG1 используется в качестве стартера и заряжает аккумулятор для последовательной гибридной работы. В отличие от двигателя FB20D, в двигателе FB20V система прямого впрыска неисправна.
- Применение: 2019+ Subaru Crosstrek Hybrid (PHEV)
- Суммарная мощность: 110 кВт (148 л. с.)
- Мощность бензинового двигателя: 102 кВт (137 л. с.) при 5600 об/мин[14]
- Крутящий момент бензинового двигателя: 182 Н·м при 4400 об/мин
- Мощность тягового электродвигателя (MG2): 88 кВт (118 л. с.)[14]
- Крутящий момент тягового электродвигателя (MG2): 202 Н⋅м

### FB20D e-Boxer
Двигатель FB20D с гибридной силовой установкой (MHEV) e-Boxer устанавливается на некоторые автомобили, продаваемые в Японии (на Forester с июля 2018 года и на XV с октября 2018 года), Европе (те же модели, начиная с 2019 года) и Австралии (те же модели, начиная с 2020 года).
- Применения: 2019+ JDM и EUDM Subaru XV и Forester
- Суммарная мощность: 107 кВт (143 л. с.) при 6000 об/мин[16]
- Суммарный крутящий момент: 188 Н⋅м при 4000 об/мин
- Мощность ДВС: 107 кВт (143 л. с.)[17]
- Крутящий момент ДВС: 188 Н⋅м
- Мощность электродвигателя: 10 кВт (13 л. с.)
- Крутящий момент электродвигателя: 65 Н⋅м

## FB25
В отличие от двигателя EJ25, рабочий объём которого составлял 2,5 л (2457 см3), а диаметр цилиндра и ход поршня — 99,5 мм × 79 мм, рабочий объём двигателя FB25 составляет 2,5 л (2498 см3), а диаметр цилиндра и ход поршня — 94 мм × 90 мм.
Технические характеристики:
- Объём: 2,5 л (2498 см3)
- Клапанный механизм: DOHC
- Диаметр цилиндра x ход поршня: 94 мм × 90 мм

### FB25B
- Степень сжатия: 10,0:1

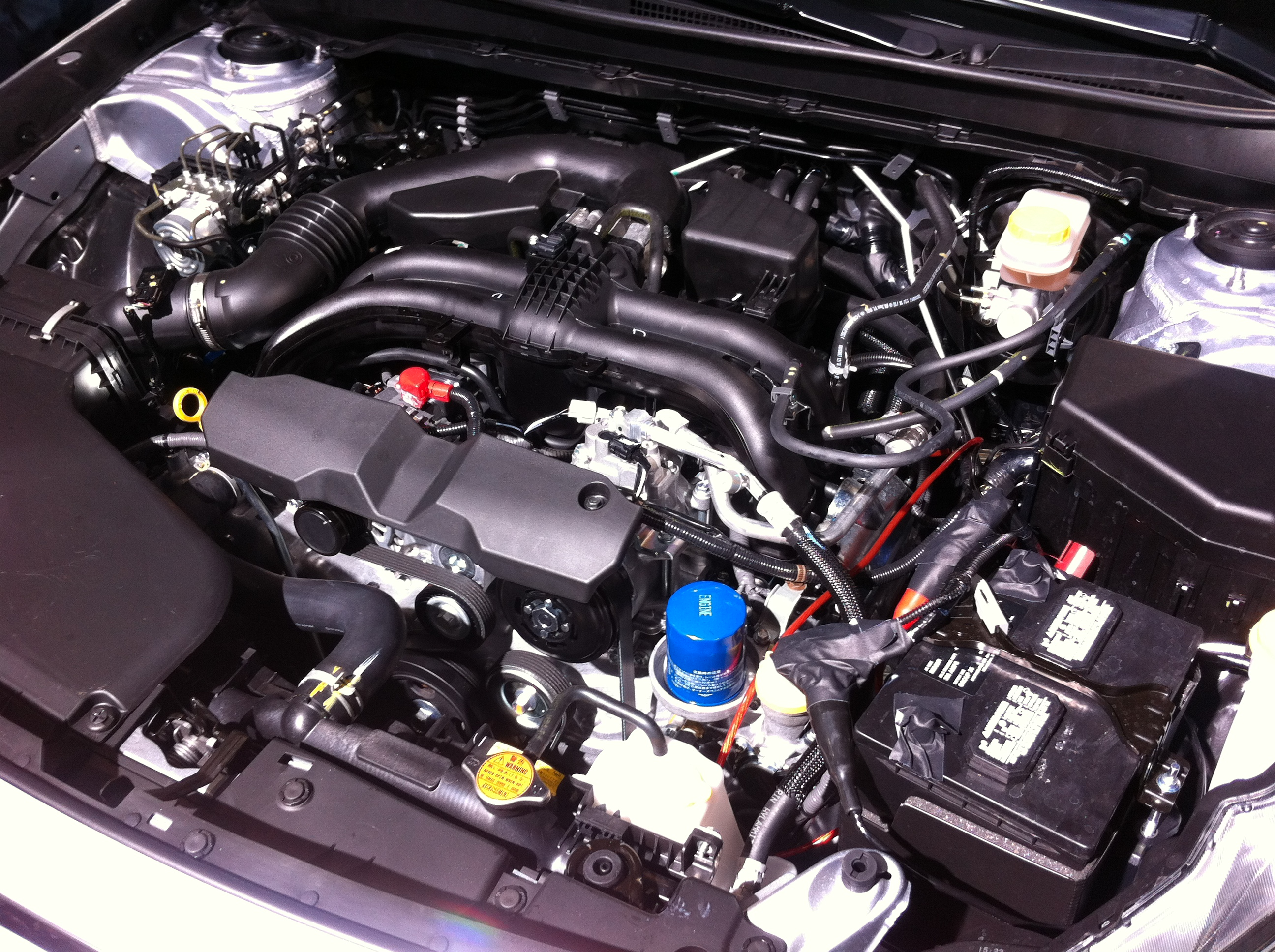
Subaru FB25B

- Мощность: 127 кВт (170 л. с.) при 5800 об/мин
- Крутящий момент: 236 Н⋅м при 4100 об/мин
- Применения:
  - 2011—2018 Subaru Forester (Северная Америка)
  - 2013—2019 Subaru Legacy (Северная Америка)
  - 2013—2019 Subaru Outback (Северная Америка)

### FB25D

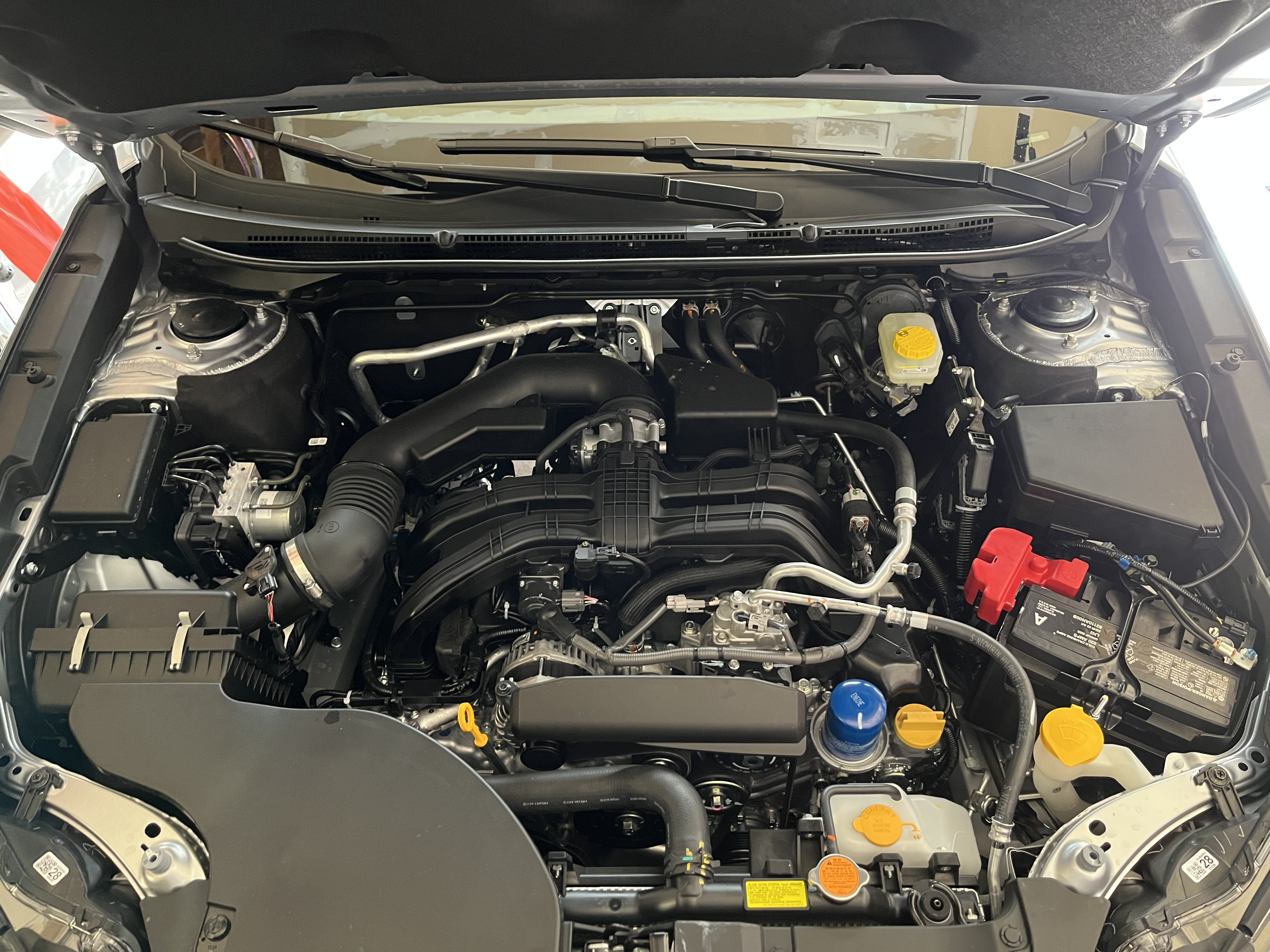
Subaru FB25D

Двигатель FB25D с непосредственным впрыском и немного увеличенными мощностью и экономией топлива впервые был представлен в 2018 году на Subaru Forester на Нью-Йоркском международном автосалоне.
- Степень сжатия: 12,0:1
- 2019—2024 Subaru Forester, 2020—2025 Subaru Legacy (кроме XT), 2020—2025 Subaru Outback (кроме XT и Wilderness), 2021+ Subaru Crosstrek (USDM Premium (2025+), комплектации Sport, Limited и Wilderness; в Канаде — Outdoor, Onyx и Wilderness)
  - Мощность: 136 кВт (182 л. с.) при 5800 об/мин[18]
  - Крутящий момент: 239 Н⋅м при 4400 об/мин
- 2025+ Subaru Forester, 2026+ Subaru Outback (кроме XT и Wilderness)
  - Мощность: 130 кВт (180 л. с.) при 5800 об/мин
  - Крутящий момент: 241 Н⋅м при 3700 об/мин
- 2024+ Subaru Impreza (комплектация RS)
  - Мощность: 136 кВт (182 л. с.) при 5800 об/мин[21]
  - Крутящий момент: 241 Н⋅м при 3700 об/мин